# 曾志
曾志（1911年4月4日—1998年6月21日），女，原名曾昭学，湖南省宜章县人。中华人民共和国政治人物。

## 生平
1923年，她考入衡阳湖南省立第三女子师范学校，1926年8月考入湖南衡阳农民运动讲习所，随即于10月加入中国共产党。1927年春起，她历任衡阳地委组织部干事，郴州中心县委秘书长，郴州第七师党委办公室秘书。
1928年4月，她随部队进入井冈山，担任红四军后方总医院党总支书记，红四军组织科干事，红四军前委工农运动委员会民运股股长、妇女组组长等职位。任内她参加了黄洋界保卫战。她先后嫁给夏明震（1927年结婚）、蔡协民（1929年结婚。夏明震、蔡协民均因战而亡，曾志自己回憶嫁给夏完全是被迫（党组织的要求），和蔡更像战友。1929年贺子珍怀孕時，毛泽东央求曾志照顾她。1930年6月起，先后担任厦门、福州中心市委秘书长，闽南特委组织部部长，福安中心县委委员，闽东特委组织部部长，福霞（福安、霞浦）中心县委书记，后嫁给陶铸（1932年冬结婚）。
1937年9月，她历任湖北临时省委妇委书记、汤池农村合作训练班党支部书记兼教员。1938年10月，她任荆门、当阳、远安中心县委书记。1939年12月，她到延安马列学院学习。1940年秋，任中央妇委秘书长。
抗战胜利后，她历任中共沈阳市委委员，铁西区委书记，辽吉省委委员，辽吉一地委副书记、五地委副书记，沈阳市委常委、职工部部长，沈阳市工会、妇联筹备处主任。
1949年5月后，她历任武汉市军管会物资接管部副部长、中南军政委员会委员，中南局工业部副部长兼广州电业局局长、党委书记，广州市委书记，广东省委委员、常委、书记处候补书记等职。她还是广州工学院（今属广东工业大学）第一任校长、广州机电工业学校（后广州市机电中等专业学校；今广州市机电高级技工学校暨广州市机电技师学院）第一任校长；两者均为1958年创立。
文化大革命期间，她身为陶铸的妻子遭受冲击，仅因为是毛泽东的旧交而未被打。1977年，曾志恢复工作，任中共中央组织部副部长，参与组织平反冤假错案，后任中国共产党中央顾问委员会委员。
1998年6月21日，曾志在北京病逝。享年87岁。依照曾志的遗愿，家人把她的骨灰撒在小井红军医院烈士墓旁的僻静山坡上。

## 著作
- 曾志自述，《女英自述》第二篇，江西人民出版社1988年11月。回忆在井冈山红军总医院和大庾岭的战斗生活。
- 《一个革命的幸存者——曾志回忆实录》（上下）：广东人民出版社1998年7月。

## 家庭
曾志育有三子一女，前三子皆婴儿时即送与他人抚养。
第一任丈夫夏明震（1907年2月-1928年3月22日），领导了湘南起义，组建了中国工农革命军独立第七师，建立了湖南郴县苏维埃政府，1928年3月22日，在“反白事件”中被群众打死。
- 儿子蔡石红。1928年11月7日，曾志在井冈山大井村生下一子，出生时父亲为蔡协民，陶斯亮认为孩子是夏明震的遗腹子[9]。曾志将孩子托付给王佐部32团副连长石礼保收养，取名石来发。1929年1月曾志随红四军主力离开井冈山，孩子留在井冈山，母子失联。石来发8岁时养父养母双亡，外婆领着他乞讨度日。建国后外婆去世，石来发在大井村种地成家。后曾志通过井冈山区副区长柳辛林（柳副区长是大井村人）找到儿子石来发下落，1952年，母子在广州相见。1964年石来发改名为蔡石红（他并不知道有个叫夏明震的人[9]），在井冈山上担任了几十年的护林员工作[2][8][10]。
  - 长子石金龙，是井冈山垦殖厂的赤脚放映员[11]。
  - 次子石草龙，在井冈山干部学院做保安。
    - 蔡石红孙子蔡军，职业为司机，另有4个孙女[12][9]。

第二任丈夫蔡协民（1901年12月29日-1934年7月），1934年4月因遭人举报而遭逮捕，1934年7月，在福建漳州被处决。
- 儿子铁牛，生于1931年11月，中共厦门中心市委在收到100块大洋后，在曾志本人不知情的情况下决定将其送与一叶姓中医。曾志本人在得知组织决定后表示了服从，并亲手将其婴儿交出。[14]孩子只活了20多天就得了天花而夭折[15]。
- 儿子蔡春华，生于1933年2月，生下来13天送给一位同志的婶婶。蔡春华从西安化工工业技术学校毕业后，分配到东北辽阳制造无烟火药的工厂任技术员。后分配到广东省乐昌县环保办公室，当了助理工程师。妻子为统惠[9]。

第三任丈夫陶铸（1908年1月16日－1969年11月30日）
- 女儿陶斯亮，在1941年4月4日（当天是她的30岁生日）出生，由曾志本人抚养，曾任中共中央统战部六局副局长，现任中国市长协会专职副会长兼秘书长和中国医学基金会副主席。其女表示母亲性格刚毅。

弟弟曾真，文革烈士张志新的丈夫。